# Бітвін (Джорджія)
Бітвін (англ. Between) — місто (англ. town) в США, в окрузі Волтон штату Джорджія. Населення — 402 особи (2020).

## Географія
Бітвін розташований за координатами 33°49′6″ пн. ш. 83°48′9″ зх. д. / 33.81833° пн. ш. 83.80250° зх. д. (33.818285, -83.802518).  За даними Бюро перепису населення США в 2010 році місто мало площу 3,06 км², з яких 3,05 км² — суходіл та 0,01 км² — водойми.

## Демографія
Згідно з переписом 2010 року, у місті мешкало 296 осіб у 98 домогосподарствах у складі 83 родин. Густота населення становила 97 осіб/км².  Було 106 помешкань (35/км²).
Расовий склад населення:
| - 90,9 % — білих - 7,4 % — чорних або афроамериканців - 1,4 % — осіб інших рас |

До двох чи більше рас належало 0,3 %. Частка іспаномовних становила 3,4 % від усіх жителів.
За віковим діапазоном населення розподілялося таким чином: 30,7 % — особи молодші 18 років, 59,8 % — особи у віці 18—64 років, 9,5 % — особи у віці 65 років та старші. Медіана віку мешканця становила 32,4 року. На 100 осіб жіночої статі у місті припадало 93,5 чоловіків;  на 100 жінок у віці від 18 років та старших — 91,6 чоловіків також старших 18 років.
Середній дохід на одне домашнє господарство  становив 78 351 долар США (медіана — 61 667), а середній дохід на одну сім'ю — 87 751 долар (медіана — 65 938). За межею бідності перебувало 7,3 % осіб, у тому числі 10,5 % дітей у віці до 18 років та 2,4 % осіб у віці 65 років та старших.
Цивільне працевлаштоване населення становило 140 осіб. Основні галузі зайнятості: освіта, охорона здоров'я та соціальна допомога — 28,6 %, науковці, спеціалісти, менеджери — 12,9 %, фінанси, страхування та нерухомість — 10,7 %, публічна адміністрація — 10,0 %.